# Saint Bonnet-Laval
Pour les articles homonymes, voir Saint-Bonnet (homonymie) et Laval.
Saint Bonnet-Laval  est une commune française, située dans le département de la Lozère en région Occitanie.
De statut administratif commune nouvelle, elle est issue du regroupement le 1er janvier 2017 des communes de Laval-Atger et de Saint-Bonnet-de-Montauroux.

## Géographie

### Localisation
Elle est située dans le nord de la Lozère en limite avec la Haute-Loire, entre les hauteurs de la Margeride et la vallée de l'Allier.

### Communes limitrophes
Les communes limitrophes sont  Auroux, Bel-Air-Val-d'Ance, Grandrieu, Naussac-Fontanes, Rauret, Saint-Christophe-d'Allier et Saint-Haon.
|                    | Saint-Christophe-d'Allier (Haute-Loire) | Saint-Haon (Haute-Loire) |
| Bel-Air-Val-d'Ance | Saint Bonnet-Laval                      | Rauret (Haute-Loire)     |
| Grandrieu          | Auroux                                  | Naussac-Fontanes         |

### Hydrographie
Elle est bordée, à l'est, par l'Allier. Elle est parcourue par le Chapeauroux et par son affluent en rive gauche, le Grandrieu.

### Climat
Pour des articles plus généraux, voir Climat de l'Occitanie et Climat de la Lozère.
En 2010, le climat de la commune est de type climat de montagne, selon une étude s'appuyant sur une série de données couvrant la période 1971-2000. En 2020, Météo-France publie une typologie des climats de la France métropolitaine dans laquelle la commune est exposée à un climat de montagne ou de marges de montagne et est dans la région climatique Sud-est du Massif Central, caractérisée par une pluviométrie annuelle de 1 000 à 1 500 mm, minimale en été, maximale en automne.
Pour la période 1971-2000, la température annuelle moyenne est de 8,5 °C, avec une amplitude thermique annuelle de 16,1 °C. Le cumul annuel moyen de précipitations est de 980 mm, avec 9,5 jours de précipitations en janvier et 6,3 jours en juillet. Pour la période 1991-2020, la température moyenne annuelle observée sur la station météorologique la plus proche, située sur la commune de Grandrieu à 8 km à vol d'oiseau, est de 7,4 °C et le cumul annuel moyen de précipitations est de 849,9 mm,. Pour l'avenir, les paramètres climatiques de la commune estimés pour 2050 selon différents scénarios d'émission de gaz à effet de serre sont consultables sur un site dédié publié par Météo-France en novembre 2022.

## Urbanisme

### Typologie
Au 1er janvier 2024, Saint Bonnet-Laval est catégorisée commune rurale à habitat très dispersé, selon la nouvelle grille communale de densité à sept niveaux définie par l'Insee en 2022.
Elle est située hors unité urbaine et hors attraction des villes,.

### Risques majeurs
Le territoire de la commune de Saint Bonnet-Laval est vulnérable à différents aléas naturels : météorologiques (tempête, orage, neige, grand froid, canicule ou sécheresse), inondations, feux de forêts, mouvements de terrains et séisme (sismicité faible). Il est également exposé à un risque technologique, la rupture d'un barrage, et à un risque particulier : le risque de radon. Un site publié par le BRGM permet d'évaluer simplement et rapidement les risques d'un bien localisé soit par son adresse soit par le numéro de sa parcelle.

#### Risques naturels
Certaines parties du territoire communal sont susceptibles d’être affectées par le risque d’inondation par débordement de cours d'eau, notamment l'Allier, le Chapeauroux, le Grandrieu et le Merdaric. La commune a été reconnue en état de catastrophe naturelle au titre des dommages causés par les inondations et coulées de boue survenues en 1982, 1993, 1994, 2003 et 2008,.
Saint Bonnet-Laval est exposée au risque de feu de forêt. Un plan départemental de protection des forêts contre les incendies (PDPFCI) a été approuvé en décembre 2014 pour la période 2014-2023. Les mesures individuelles de prévention contre les incendies sont précisées par divers arrêtés préfectoraux et s’appliquent dans les zones exposées aux incendies de forêt et à moins de 200 mètres de celles-ci. L’arrêté du 23 mars 2018, complété par un arrêté de 2020, réglemente l'emploi du feu en interdisant notamment d’apporter du feu, de fumer et de jeter des mégots de cigarette dans les espaces sensibles et sur les voies qui les traversent sous peine de sanctions. L'arrêté du 23 août 2021, abrogeant un arrêté de 2002, rend le débroussaillement obligatoire, incombant au propriétaire ou ayant droit,,.

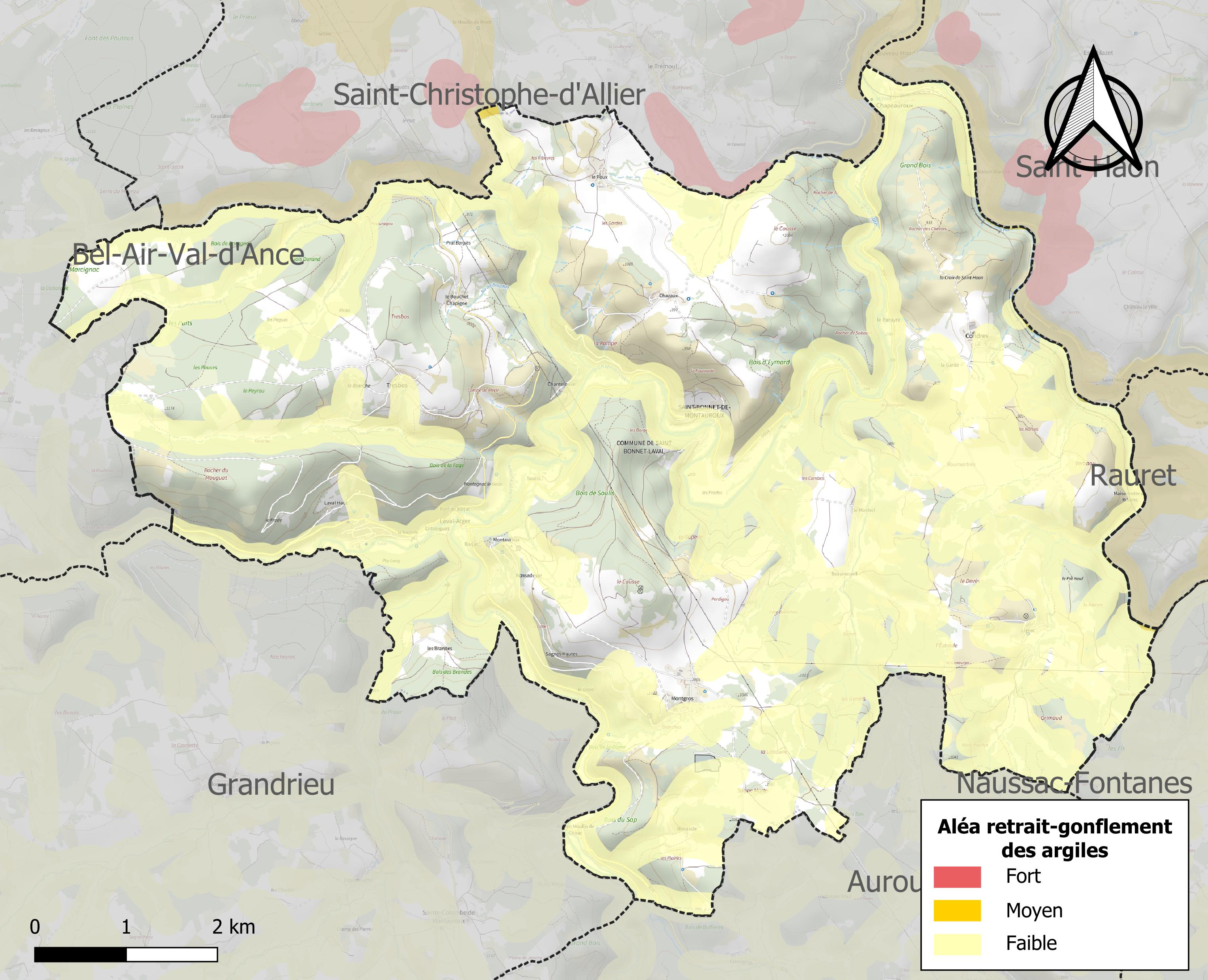
Carte des zones d'aléa retrait-gonflement des sols argileux de Saint Bonnet-Laval.

Les mouvements de terrains susceptibles de se produire sur la commune sont des éboulements, chutes de pierres et de blocs.
Le retrait-gonflement des sols argileux est susceptible d'engendrer des dommages importants aux bâtiments en cas d’alternance de périodes de sécheresse et de pluie. 0,1 % de la superficie communale est en aléa moyen ou fort (15,8 % au niveau départemental et 48,5 % au niveau national). Sur les 246 bâtiments dénombrés sur la commune en 2019,  aucun n'est en aléa moyen ou fort, à comparer aux 14 % au niveau départemental et 54 % au niveau national. Une cartographie de l'exposition du territoire national au retrait gonflement des sols argileux est disponible sur le site du BRGM,.
Par ailleurs, afin de mieux appréhender le risque d’affaissement de terrain, l'inventaire national des cavités souterraines permet de localiser celles situées sur la commune.

#### Risques technologiques
La commune est en outre située en aval du barrage de Naussac, un ouvrage de classe A. À ce titre elle est susceptible d’être touchée par l’onde de submersion consécutive à la rupture de cet ouvrage.

#### Risque particulier
Dans plusieurs parties du territoire national, le radon, accumulé dans certains logements ou autres locaux, peut constituer une source significative d’exposition de la population aux rayonnements ionisants. Certaines communes du département sont concernées par le risque radon à un niveau plus ou moins élevé. Selon la classification de 2018, la commune de Saint Bonnet-Laval est classée en zone 3, à savoir zone à potentiel radon significatif.

## Histoire
La commune est née du regroupement des communes de Laval-Atger et de Saint-Bonnet-de-Montauroux, qui deviennent des communes déléguées, le 1er janvier 2017.
Son chef-lieu se situe à Saint-Bonnet-de-Montauroux.

## Politique et administration

### Liste des maires
| Période      | Période                    | Identité           | Étiquette | Qualité |
| ------------ | -------------------------- | ------------------ | --------- | ------- |
| janvier 2017 | En cours (au 12 août 2020) | Jean-Louis Soulier |           |         |

### Communes déléguées
| Nom                                | Code Insee | Intercommunalité | Superficie (km2) | Population (dernière pop. légale) | Densité (hab./km2) |
| ---------------------------------- | ---------- | ---------------- | ---------------- | --------------------------------- | ------------------ |
| Saint-Bonnet-de-Montauroux (siège) | 48139      |                  | 21,33            | 101 (2014)                        | 4,7                |
| Laval-Atger                        | 48084      | -                | 10,67            | 167 (2014)                        | 16                 |

## Population et société

### Démographie
L'évolution du nombre d'habitants est connue à travers les recensements de la population effectués dans la commune depuis sa création.

En 2022, la commune comptait 258 habitants, en stagnation par rapport à 2016 (Lozère : +0,11 %, France hors Mayotte : +2,11 %).
| 2015 | 2016 | 2017 | 2022 |
| ---- | ---- | ---- | ---- |
| 263  | 258  | 253  | 258  |

## Culture locale et patrimoine

### Lieux et monuments
- Église Saint-Bonnet de Saint-Bonnet-Laval.

#### Laval-Atger
- Église Saint-Privat de Laval-Atger. L'édifice a été inscrit au titre des monuments historiques en 1939[26].
- Croix de Laval-Atger.

#### Saint-Bonnet-de-Montauroux
- Église Saint-Louis de Chapeauroux des XIIe et XIIIe siècles ;
- Viaduc de Chapeauroux ;
- Château de Condres ;
- Gare de Chapeauroux, sur la ligne des Cévennes.
- Croix de Saint-Bonnet-de-Montauroux.

### Héraldique
| Blason de Saint Bonnet-Laval | Blason  | De gueules, au pont de trois arches, sur lequel est bâti un château de deux tours, d’argent, maçonnés de sable, se mouvant des flancs de l’écu ; chaussé d’or, à deux têtes de lion affrontées de vair, couronnées et lampassées de gueules ; au chef cousu échiqueté d’azur et d’argent, de deux tires. |
| Blason de Saint Bonnet-Laval | Détails | Le chef et le gueules proviennent des armes de la famille de Rochebaron, seigneur des deux anciennes communes au château de Montauroux. La reprise intégrale des armes de famille étant interdite pour les municipalités, il suffit d’en emprunter un ou plusieurs éléments. Le chaussé, par sa forme pointue vers le bas, traduit le terme de Laval, la vallée. Le pont symbolise à la fois celui dit du “Bout-du-Monde”, pont romain, et le viaduc du Chapeauroux qui compte 25 arches. Le château qui est bâti sur le pont représente celui de Condres qui date du XVe siècle et qui est construit sur l’ancien site romain dit de Condate, le lieu où se rejoignent les routes romaines de la Régordane et la Via-Agrippa. L’or et la tête de lion sont issus des armes de la famille de Montlaur, autre seigneur de Montauroux. La remarque concernant la reprise des armes de famille est valable ici aussi. Les ornements sont deux branches de bruyère de sinople, fleuries de gueules, mises en sautoir par la pointe et liées d'or afin d'indiquer la présence de landes. Le listel d'argent porte le nom de la commune en lettres majuscules de sable. La couronne de tours dit que l’écu est celui d’une commune ; elle n’a rien à voir avec des fortifications. Le statut officiel du blason reste à déterminer. |